# 2013 en catch
Chronologie du catch
- 2012 en catch - 2013 en catch - 2014 en catch

Les faits marquants de l'année 2013 en catch

## Avril
7 : Wrestlemania XXIV : John Cena bat The Rock et Undertaker bat CM Punk (21-0)

## Décès en 2013
- William Alvin Moody (connu sous le nom de Paul Bearer), décédé à 58 ans à la suite d'une crise cardiaque due à une tachycardie supraventriculaire.
- Reid Fleihr (connu sous le nom de Reid Flair), mort à 25 ans.
- Héctor Garza, 43 ans[1].
- Matt Borne (alias Doink the Clown), 56 ans[2].
- Maurice Vachon (alias Mad Dog Vachon), 84 ans[3].
- Jackie Fargo (en), 82 ans[4].
- Gene Petit (en), 65 ans[5].